# Výtrysk plazmatu

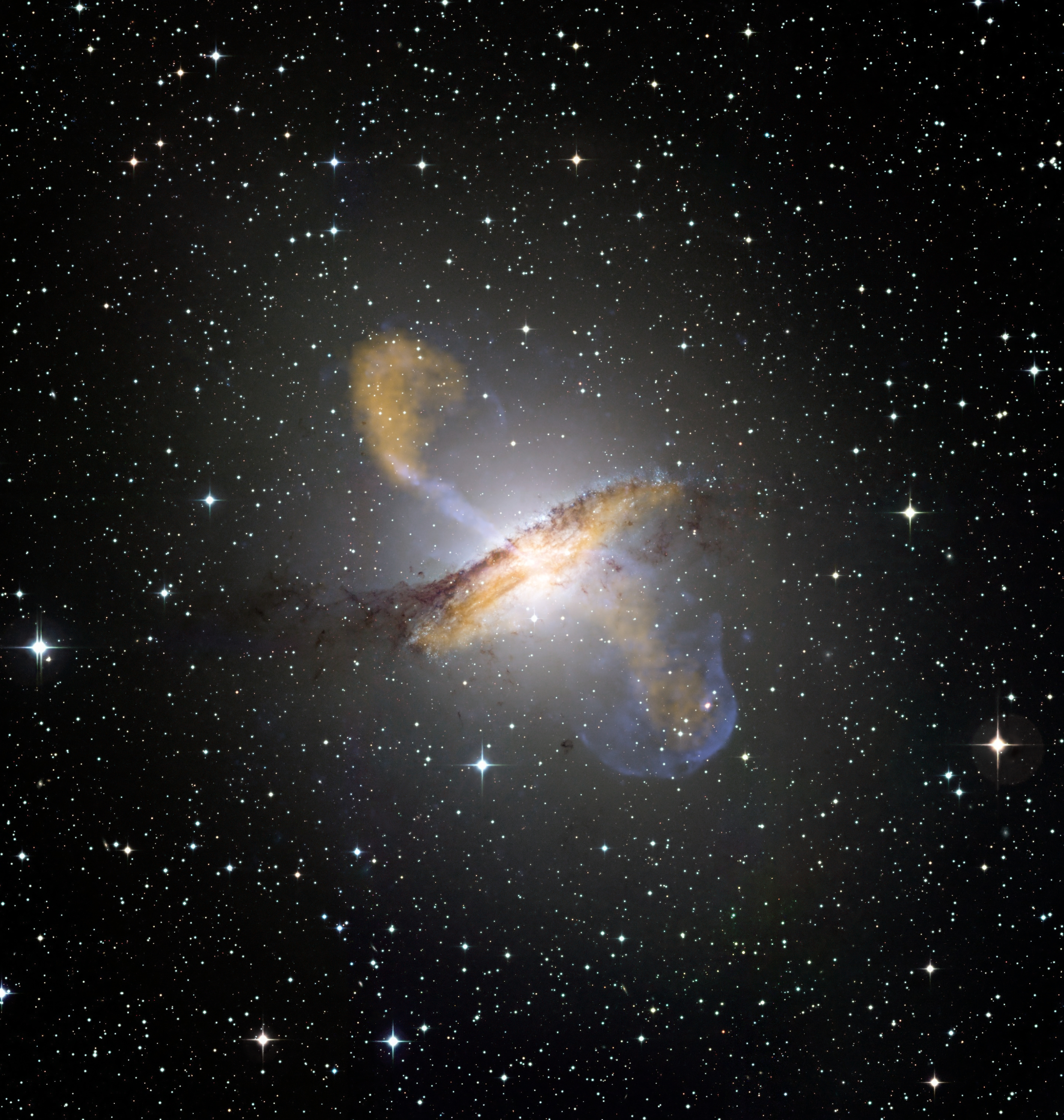
Relativistický výtrysk v aktivní galaxii (schema)

Výtrysk plazmatu (anglicky astrophysical jet, česky relativistický či astrofyzický výtrysk) je výtrysk hmoty (plazmatu) pozorovaný v astronomii. Vyskytuje se u center galaxií a hvězd. Proud částic se často blíží rychlosti světla (relativistický výtrysk). Tvoří se tam Alfvénovy vlny.